# Indulis Bikše
Indulis Bikše est un fondeur letton, né le 15 septembre 1995 à Madona.

## Biographie
Prenant part aux courses de la FIS à partir de 2011, il compte trois participations aux Championnats du monde junior, où son meilleur résultat est 17e sur le dix kilomètres libre en 2015 à Almaty.
Le Letton dispute sa première compétition dans l'élite lors des Championnats du monde 2015 à Falun. 
Il fait ses débuts en Coupe du monde en décembre 2015 à Toblach. Lors de l'hiver suivant, il devient le premier de son pays au départ du Tour de ski et y prend la 39e place finale, s'illustrant notamment avec le 27e temps sur l'étape ultime, la montée vers l'Alpe Cermis, ce qui lui vaut un classement dans la Coupe du monde (top 30), soit une première aussi pour un fondeur letton.
Il est sélectionné pour ses premiers jeux olympiques en 2018 à Pyeongchang, y obtenant son meilleur résultat individuel en trois courses sur le cinquante kilomètres classique avec la 53e place. 
Son meilleur résultat individuel aux Championnats du monde (4 participations) est 49e du cinquante kilomètres classique en 2021 à Oberstdorf.

## Palmarès

### Jeux olympiques
| Épreuve / Édition   | Sprint                           | Sprint    | 15 km | 15 km                            | Skiathlon 2 × 15 km | 50 km | Relais | Relais    |
| Épreuve / Édition   | libre                            | classique | libre | classique                        | Skiathlon 2 × 15 km | 50 km | Sprint | 4 × 10 km |
| JO 2018 Pyeongchang | Épreuve inexistante à cette date | 60e       | 61e   | Épreuve inexistante à cette date | -                   | 53e   | -      | -         |

Légende :
- : pas d'épreuve
- — : Non disputée par Indulis Bikše

### Championnats du monde
| Épreuve / Édition        | Sprint                           | Sprint                           | 15 km                            | 15 km                            | Poursuite 2 × 15 km | 50 km | Relais | Relais    |
| Épreuve / Édition        | libre                            | classique                        | libre                            | classique                        | Poursuite 2 × 15 km | 50 km | Sprint | 4 × 10 km |
| Mondiaux 2015 Falun      | Épreuve inexistante à cette date | —                                | 79e                              | Épreuve inexistante à cette date | -                   | -     | -      | -         |
| Mondiaux 2017 Lahti      | 57e                              | Épreuve inexistante à cette date | Épreuve inexistante à cette date | 62e                              | -                   | 55e   | -      | -         |
| Mondiaux 2019 Seefeld    | 63e                              | Épreuve inexistante à cette date | Épreuve inexistante à cette date | -                                | LAP                 | 57e   | -      | -         |
| Mondiaux 2021 Oberstdorf | Épreuve inexistante à cette date | 75e                              | 65e                              | Épreuve inexistante à cette date | -                   | 49e   | 20e    | 15e       |

Légende :
- LAP : a pris un tour de retard, non classé
- : pas d'épreuve
- — : Non disputée par Indulis Bikše

### Coupe du monde
- Meilleur classement général : 141e en 2020.
- Meilleur résultat individuel : 27e.

#### Classements en Coupe du monde
| Année     | Classement général final | Classement distance |
| 2016-2017 | 157e                     | 110e                |
| 2019-2020 | 141e                     | -                   |